# ایوان سلزنیوف
ایوان سلزنیوف (اوکراینی: Іван Федорович Селезньов؛ ۳ ژانویهٔ ۱۸۵۶ – ۳۱ مارس ۱۹۳۶) نقاش اهل امپراتوری روسیه بود.